# ماكليندون تشيشولم
ماكليندون تشيشولم (بالإنجليزية: McLendon-Chisholm, Texas)‏ هي مدينة تقع في مقاطعة روكوول، تكساس بولاية تكساس في شمال شرق الولايات المتحدة. تبلغ مساحة هذه المدينة 25.8 (كم²)، وترتفع عن سطح البحر 154 م، بلغ عدد سكانها 914 نسمة في عام 2000 حسب إحصاء مكتب تعداد الولايات المتحدة وتصل الكثافة السكانية فيها 35.8 نسمة/كم2.

## وصلات خارجية
- http://www.mclendon-chisholm.com/
- The US50 - Cities and Towns in Texas State